# Erdoesia
Erdoesia is een geslacht van vliesvleugeligen uit de familie Pteromalidae. De wetenschappelijke naam van dit geslacht is voor het eerst geldig gepubliceerd in 1957 door Boucek.

## Soorten
Het geslacht Erdoesia is monotypisch en omvat slechts de volgende soort:
- Erdoesia tessellata Boucek, 1957